# Wallace Strobel
Wallace C. Strobel (Saginaw, Michigan, 1922. június 5. – 1999. augusztus 27.) amerikai katonatiszt a második világháborúban.

## Élete
Strobel 1940-ben, az érettségi után került a Nemzeti Gárdához, majd a Hadsereghez, ahol a 101. légi szállítású hadosztályhoz csatlakozott. Az 502. ejtőernyős gyalogezredben (502nd PIR) szolgált, először az A, majd nem sokkal a normandiai partraszállás előtt áthelyezték az E századba, a második világháborúban ebben az egységben harcolt hadnagyként az európai hadszíntéren: részt vett Carentan felszabadításában, a Market Garden hadműveletben, valamint az ardenneki offenzívában.
A hadseregtől 1946-ban szerelt le, majd testvérével vállalkozásba kezdett, valamint megházasodott: Josephine Grantet vette feleségül, akitől három gyermeke született. 1947-től elnöke volt a Central Warehouse Company-nek, emellett a Republikánus Párt megyei szervezetének is az alelnöke volt.

## Az ismert kép

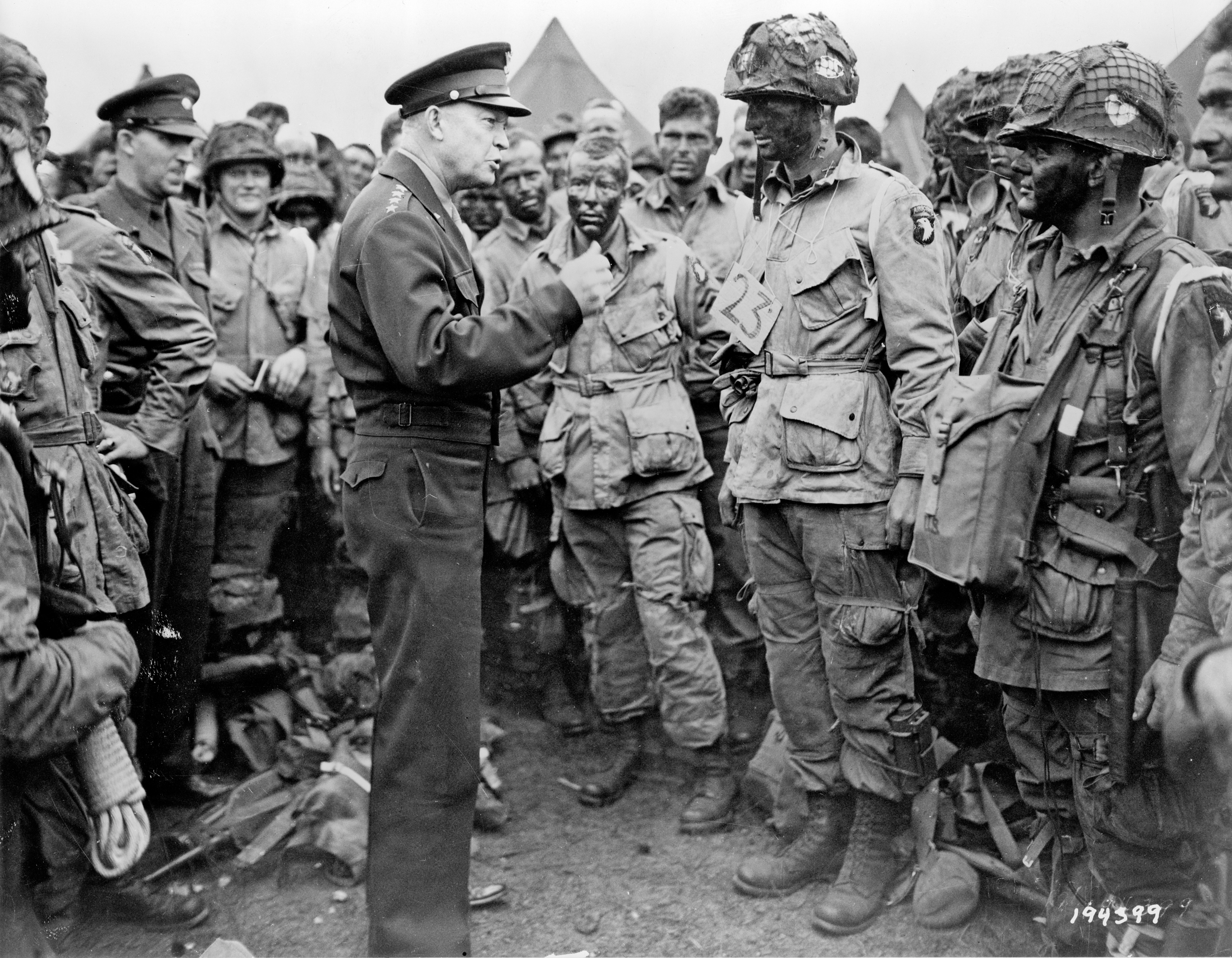
Eisenhower beszéde az 502. ezred, E százada előtt. A tábornokkal szemben Wallace Strobel

Strobel egy egyszerű hadnagy volt az 502. ejtőernyős gyalogezredben, alakulatát a D nap előestéjén Greenham Commonban, június 5-én meglátogatta Dwight D. Eisenhower tábornok, melyről egy kép is készült, amit azóta sok helyen felhasználtak. Eisenhower már a megjelenésével is fokozta a katonák morálját, tartott egy beszédet, majd rövid beszélgetésbe elegyedett az ejtőernyősökkel. Strobelt megkérdezte, hogy honnan származik, majd a horgászatról beszélgettek pár szót.

A képen Strobel szemben áll a tábornokkal, nyakában a 23-as számot jelző táblával, mely annak gépnek a számát jelzi, amin ő volt az ugratóparancsnok.
1991-ben, Eisenhower emlékbélyeget adtak ki, melyen ez a fotó szerepelt: Strobel egy interjúban pár embert azonosított még a századából.